# فرانسیس آدولف پرنی
فرانسیس آدولف پرنی (به فرانسوی: Français Adolphe Perny) مشهور به مسیو پرنی، بانی و پیشنهاد دهندهٔ گشایش مدرسهٔ عالی حقوق در ایران و نخستین رئیس این مدرسه بود. او دکترای علم حقوق در شاخهٔ کیفری را از دانشگاهٔ پاریس دریافت کرده و مدعی العموم (دادستان) دولت فرانسه بود. موسیو پرنی، به دلیل نیاز وزارت عدلیه و دولت وقت به مستشار حقوقی عالی‌رتبه، به درخواست دولت وقت و موافقت رسمی رئیس‌جمهوری فرانسه، به ایران آمد. در یازدهم اوت ۱۹۱۱(م) به عنوان مستشار حقوقی و مشاور عالی قضایی (در کابینهٔ نجفقلی صمصام‌السلطنه و به هنگام وزارت عدلیه حسن پیرنیا) به استخدام وزارت عدلیه درآمد.

## پیشنهاد تأسیس مدرسهٔ عالی حقوق
با شروع جنگ جهانی اول، پرنی به فرانسه رفت و پس از پایان جنگ به ایران بازگشت. مراجعت او با وزارت فیروز فیروز در وزارت عدلیه و وثوق الدوله در وزارت خارجه مصادف بود. در این زمان پرنی پیشنهاد تأسیس مدرسهٔ عالی حقوق را ارائه کرد و پس از بررسی‌ها و تلاش‌های فراوان، در زمان تجدید ششمین دورهٔ قرارداد او با وزارت عدلیه، سرانجام «پروژه پیشنهاد تأسیس مدرسهٔ عالی حقوق» او مورد پذیرش قرار گرفت. او پس از گشایش مدرسهٔ عالی حقوق، در کنار ریاست بر امور مدرسه، به تدریس دروس حقوق جزا و اصول محاکمات کیفری پرداخت.
موسیو پرنی، علاوه بر فعالیت در مدرسهٔ عالی حقوق، به دلیل ماهیت شغلی خود به عنوان مستشار حقوقی وزارت عدلیه، عضو کمیسیون‌های مختلف تهیه و تدوین قوانین بود که به عنوان نمونه می‌توان از کمیسیون آیین دادرسی کیفری، کمیسیون امتحانات از قضات استخدامی عدلیه و کمیسیون ترفیع رتبهٔ قضات، نام برد.

## بازگشت به فرانسه
نشان‌های عالی علمی کشور به پاس خدمات علمی و قضایی ارزندهٔ فرانسیس آدولف پرنی، به وی اعطا شد. مسیو پرنی پس از سازماندهی مدرسهٔ عالی حقوق و واگذاری پست ریاست مدرسه به محمدعلی فروغی (ذکاءالملک) و خاتمهٔ مدت مأموریت خود در ایران در سال ۱۹۲۵ به فرانسه بازگشت.